# Hadaewon-dong
Hadaewon-dong (koreanska: 하대원동) är en stadsdel i staden Seongnam i provinsen Gyeonggi, 21 km sydost om huvudstaden Seoul. Den ligger i stadsdistriktet Jungwon-gu.